# Saison 2 de Lizzie McGuire
Chronologie
Saison 1
Cette page présente le guide des épisodes de la deuxième saison de la série télévisée Lizzie McGuire.

## Épisodes

### Épisode 1:Premier baiser
- États-Unis : 8 février 2002 sur Disney Channel
- France :

### Épisode 2:Question de culture
- États-Unis : 22 février 2002 sur Disney Channel
- France :

### Épisode 3:La Meilleure Amie de maman
- États-Unis : 8 mars 2002 sur Disney Channel
- France :

### Épisode 4:Grandeur et Décadence
- États-Unis : 15 mars 2002 sur Disney Channel
- France :

### Épisode 5:Premier emploi
- États-Unis : 29 mars 2002 sur Disney Channel
- France :

### Épisode 6:La Victoire de l'amitié
- États-Unis : 26 avril 2002 sur Disney Channel
- France :

### Épisode 7:Le Ballon de papa
- États-Unis : 17 mai 2002 sur Disney Channel
- France :

### Épisode 8:Restons bons amis
- États-Unis : 14 juin 2002 sur Disney Channel
- France :

### Épisode 9:Dans la famille McGuire je voudrais...
- États-Unis : 28 juin 2002 sur Disney Channel
- France :

### Épisode 10:L'Ombre d'un doute
- États-Unis : 5 juillet 2002 sur Disney Channel
- France :

### Épisode 11:Lizzie cherche sa voie
- États-Unis : 12 juillet 2002 sur Disney Channel
- France :

### Épisode 12:Le Prix d'élégance
- États-Unis : 19 juillet 2002 sur Disney Channel
- France :

### Épisode 13:Brave Lizzie
- États-Unis : 26 juillet 2002 sur Disney Channel
- France :

### Épisode 14:Le Grand Saut
- États-Unis : 9 août 2002 sur Disney Channel
- France :

### Épisode 15:Un garçon pas comme les autres
- États-Unis : 23 août 2002 sur Disney Channel
- France :

- Frankie Muniz

### Épisode 16:Miranda fait sa crise
- États-Unis : 30 août 2002 sur Disney Channel
- France :

### Épisode 17:Copie conforme
- États-Unis : 13 septembre 2002 sur Disney Channel
- France :

### Épisode 18:La Fête chez Kate
- États-Unis : 20 septembre 2002 sur Disney Channel
- France :

### Épisode 19:Un trio d'enfer
- États-Unis : 22 novembre 2002 sur Disney Channel
- France :

### Épisode 20:Le Plus Beau Cadeau de Noël
- États-Unis : 6 décembre 2002 sur Disney Channel
- France :

### Épisode 21:Opération Lizzie
- États-Unis : 1er janvier 2003 sur Disney Channel
- France :

### Épisode 22:Chère Lizzie
- États-Unis : 24 janvier 2003 sur Disney Channel
- France :

### Épisode 23:Vive la mariée
- États-Unis : 31 janvier 2003 sur Disney Channel
- France :

### Épisode 24:Adieu collège
- États-Unis : 7 février 2003 sur Disney Channel
- France :

La fin de l’année scolaire approche et la signature des annuaires revêt une importance particulière puisque Lizzie et ses amies vont quitter le collège pour entrer au lycée.

### Épisode 25:Le Mur de la fraternité
- États-Unis : 21 février 2003 sur Disney Channel
- France :

### Épisode 26:Une beauté... très intérieure
- États-Unis : 28 février 2003 sur Disney Channel
- France :

### Épisode 27:Une journée au far west
- États-Unis : 14 mars 2003 sur Disney Channel
- France :

### Épisode 28:Coup de foudre en Écosse
- États-Unis : 21 mars 2003 sur Disney Channel
- France :

### Épisode 29:Mamie gâteau
- États-Unis : 4 avril 2003 sur Disney Channel
- France :

### Épisode 30:Mon beau Larry
- États-Unis : 16 mai 2003 sur Disney Channel
- France :

### Épisode 31:Le Grand Flop de Gordo
- États-Unis : 13 juin 2003 sur Disney Channel
- France :

### Épisode 32:Devine qui vient dîner
- États-Unis : 15 août 2003 sur Disney Channel
- France :

### Épisode 33:Un garçon extraordinaire
- États-Unis : 21 novembre 2003 sur Disney Channel
- France :

### Épisode 34:Les Héros de notre enfance
- États-Unis : 14 février 2004 sur Disney Channel
- France :